# Francisco Narcizio
Francisco Narcizio (født 18. juli 1971) er en tidligere brasiliansk fodboldspiller.